# 匹河怒族乡
匹河怒族乡是中华人民共和国云南省怒江傈僳族自治州福贡县下辖的一个民族乡。

## 行政区划
匹河怒族乡下辖以下村级行政区划单位：
普洛村、瓦娃村、沙瓦村、老姆登村、知子罗村、棉谷村、架究村、托坪村和果科村。